# Ломакин-Румянцев, Илья Вадимович
Илья́ Вади́мович Лома́кин-Румя́нцев (род. 5 сентября 1957, Москва) — член Совета Федерации (2001—2004), руководитель Федеральной службы страхового надзора (ФССН) (2004—2009). Директор Центра развития потребительского рынка Экономического факультета МГУ.

## Биография
В 1979 году окончил экономический факультет МГУ, в 1982 году — аспирантуру МГУ, получил учёную степень кандидата экономических наук. С 1983 года работал в Центральном экономико-математическом институте Академии наук СССР в должности младшего научного сотрудника (впоследствии — старшего научного сотрудника). В 1986 году перешёл в Институт народнохозяйственного прогнозирования АН СССР, в 1991—1992 годах являлся старшим научным сотрудником аналитического центра Академии наук по проблемам социально-экономического и научно-технического прогресса. Кандидат экономических наук, один из авторов теории экономического доминирования в многоуровневой экономике.
В 1992 году назначен заведующим отделом науки и технической политики аппарата Правительства РФ, затем до 1993 года руководил отделом науки, культуры и образования аппарата Совета Министров — Правительства РФ. Также с 1992 по 1996 год входил в состав Государственного экспертного совета при Президенте РФ по особо ценным объектам культурного наследия народов РФ, в 1993 году стал исполнительным директором Московского фонда обязательного медицинского страхования. В 1998 году возглавил Департамент страхового надзора Министерства финансов РФ, а кроме того вошёл в состав Совета директоров ОСАО «Росгосстрах» и Правления Федерального фонда обязательного медицинского страхования. В 2000 году ушёл из Департамента страхового надзора, возглавил Фонд комплексных прикладных исследований, а также был избран председателем Московской ассоциации страховщиков (МАС).
29 марта 2001 года наделён полномочиями члена Совета Федерации — представителя Государственного собрания Республики Марий Эл, полномочия досрочно прекращены с 30 марта 2004 года.
Руководитель Федеральной службы страхового надзора (ФССН) (2004—2009 годы).
Указом президента Д. А. Медведева от 22 марта 2009 года назначен начальником экспертного управления президента РФ.
После 2011 года состоял в советах директоров ряда компаний, в том числе АИЖК, Росгосстрах, ООО «Агентство содействия развитию экономических институтов» и др., возглавлял Общественный совет Росфиннадзора, Совет по аудиторской деятельности Министерства финансов РФ и Совет по стратегическому развитию Почты России. В 2015 году избран в президиум Ассоциации компаний розничной торговли. С сентября 2015 по июль 2018 возглавлял президиум АКОРТ.
Старший брат — Александр Вадимович Ломакин-Румянцев.

## Награды
- Медаль «В память 850-летия Москвы»
- Орден Почёта (2007)
- Благодарность Президента Российской Федерации (30 декабря 2003) — за активное участие в законотворческой деятельности